# Bruneixenus squamosus
Bruneixenus squamosus is een keversoort uit de familie bladsprietkevers (Scarabaeidae). De wetenschappelijke naam van de soort is voor het eerst geldig gepubliceerd in 1992 door Howden & Storey.